# Kosti Vehanen

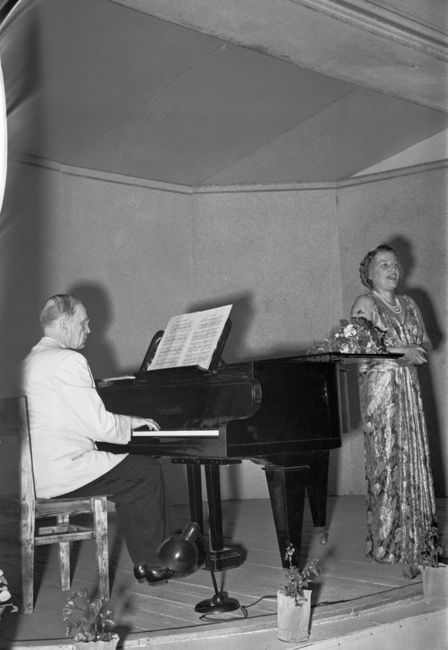
Kosti Vehanen sitter vid pianot och ackompanjerar sångerskan Lea Piltti, 1 januari 1943.

Kosti Vehanen, född 31 augusti 1887 i Åbo, död 13 mars 1957 i Åbo, var en finsk pianist, kompositör och författare.

## Biografi
Vehanen studerade vid Helsingfors musikinstitut 1905–1910 med Sigrid Sundgren-Schnéevoigt som lärare. Därefter studerade han i Berlin och Paris samt för Giovanni Sgambati i Rom. Som konsertpianist började Vehanen uppträda i hemstaden Åbo och i Helsingfors 1912. Han blev Marian Andersons personliga ackompanjatör, om vilket han senare skrev i sin memoarbok Marian Anderson: Ett porträtt. Dessutom samarbetade han med bland andra Aino Ackté, Maikki Järnefelt-Palmgren och  Helge Lindberg. Som kompositör skrev Vehanen pianostycken, solosånger, 
folksångsarrangemang, två baletter samt en fantasi för cello och violin. 1924–1929 var Vehanen gift med sopranen Signe Liljequist och de uppträdde ofta tillsammans.